# Raymond Kingsley Wickramasinghe
Raymond Kingsley Wickramasinghe (ur. 31 sierpnia 1962 w Uthuwankanda) – lankijski duchowny rzymskokatolicki, od 2011 biskup Galle.

## Życiorys
Święcenia kapłańskie przyjął 5 sierpnia 1989 i został inkardynowany do diecezji Galle. Był m.in. rektorem niższego seminarium w Galle, sekretarzem biskupim oraz wykładowcą krajowego seminarium w Kandy.
27 maja 2011 otrzymał nominację na biskupa diecezjalnego Galle. Sakry biskupiej udzielił mu 31 sierpnia 2011 kard. Malcolm Ranjith.